# Bruno Contrada
Bruno Contrada (Napoli, 2 settembre 1931) è un ex poliziotto e agente segreto italiano; è stato dirigente generale della Polizia di Stato, numero tre del SISDE, capo della Squadra mobile di Palermo, e capo della sezione siciliana della Criminalpol.
Il suo nome fu associato ai rapporti tra servizi segreti italiani e criminalità, culminati nella strage di via D'Amelio dove morì in un attentato il giudice Paolo Borsellino che in quel periodo indagava sui collegamenti tra mafia e Stato, e alla cosiddetta "zona grigia" tra legalità e illegalità. Contrada si è dichiarato collaboratore e amico di Borsellino, ma i familiari del magistrato assassinato hanno smentito fermamente. In gioventù fu amico e superiore di Boris Giuliano, la cui moglie ha espresso invece perplessità sulla colpevolezza di Contrada.
Arrestato il 24 dicembre 1992, Contrada, che si è dichiarato estraneo al reato, in un primo tempo assolto in appello, è stato condannato in via definitiva nel 2007 a 10 anni di carcere per concorso esterno in associazione mafiosa. Nel 2011-12 venne respinta la richiesta di revisione del processo e sempre nel 2012 finì di scontare la pena.
L'11 febbraio 2014 la Corte europea dei diritti dell'uomo (CEDU) ha condannato lo Stato italiano poiché ha ritenuto che la ripetuta mancata concessione degli arresti domiciliari a Contrada, sino al luglio 2008, pur se gravemente malato e malgrado la palese incompatibilità del suo stato di salute col regime carcerario, fosse una violazione dell'art. 3 Cedu (divieto di trattamenti inumani o degradanti).
Il 13 aprile 2015 la stessa Corte europea dei diritti umani ha condannato lo Stato italiano stabilendo un risarcimento per danni morali da parte dello Stato italiano perché non doveva essere condannato per concorso esterno in associazione mafiosa dato che, all'epoca dei fatti (1979-1988), il reato non era ancora previsto dall'ordinamento giuridico italiano (principio di nulla poena sine lege), e nella sentenza viene affermato che «il reato non era sufficientemente chiaro, né prevedibile da lui. Contrada non avrebbe potuto conoscere le pene in cui sarebbe incorso». In seguito a ciò, nel giugno 2015 è incominciata la revisione del processo di Contrada, poi respinta il 18 novembre. Gli avvocati di Contrada hanno presentato istanza di revoca della condanna, respinta dalla corte d'appello di Palermo, e infine accolta nel 2017 dalla corte di Cassazione, che ha dichiarato "ineseguibile e improduttiva di effetti penali la sentenza di condanna". La Corte di Cassazione ha chiuso quindi la vicenda perché il fatto non era previsto come reato all'epoca degli eventi contestati, in accoglimento della sentenza di Strasburgo.
Il 14 ottobre 2017 il capo della Polizia Franco Gabrielli ha revocato il provvedimento di destituzione di Bruno Contrada, reintegrandolo come pensionato nella Polizia di Stato. La revoca della destituzione è retroattiva e parte dal gennaio 1993, data della rimozione dal servizio.

## Biografia
Entrato in Polizia nel 1962, frequentò a Roma il corso di istruzione presso l'Istituto superiore di polizia. Dopo alcuni ruoli nel Lazio, nel 1973 gli venne affidata la direzione della squadra mobile di Palermo.
Contrada fu uno degli investigatori che indagarono sul caso della scomparsa di Mauro De Mauro, giornalista rapito e assassinato dalla mafia nel 1970. Secondo lui e secondo Boris Giuliano la scomparsa era legata alle indagini di De Mauro sull'attentato in cui morì Enrico Mattei, presidente dell'Eni, morto ufficialmente in un incidente aereo, mentre altri come Carlo Alberto dalla Chiesa pensavano fosse dovuta all'inchiesta sulla droga che stava svolgendo. In seguito nella vicenda entrarono anche i servizi segreti; alcuni hanno avvicinato la figura di un certo "signor X" (forse Vito Guarrasi) a Contrada. Insieme a Contrada, Dalla Chiesa e Giuliano, lavorava al caso anche Giuseppe Russo; Dalla Chiesa, Giuliano e Russo saranno in anni seguenti assassinati dalla mafia, anche se i metodi di quest'ultimo saranno contestati e su di lui graveranno alcune pesanti ombre (come per l'indagine sulla strage di Alcamo Marina). Nel 1976 lasciò a Giuliano la guida della mobile palermitana per passare alla Criminalpol.
Nel 1982 Contrada transitò nei ruoli del SISDE con l'incarico di coordinarne i centri della Sicilia e della Sardegna. Nel settembre del 1982 viene nominato dal prefetto Emanuele De Francesco Capo di Gabinetto dell'Alto Commissario per la lotta contro la mafia, incarico che ricopre fino al dicembre del 1985; Nel 1986 fu chiamato a Roma presso il Reparto Operativo della Direzione del SISDE.
Tra le azioni da lui dirette, numerosi arresti di trafficanti di droga e una vasta operazione contro un'organizzazione mafiosa che faceva capo alle famiglie dei Cursoti, dei Madonia e ai Corleonesi, che aveva come base operativa l'autoparco di Milano. Il 3 luglio 1993 (quindi sette mesi dopo l'arresto di Bruno Contrada) l'attività informativa da lui avviata portò al sequestro di beni mobili e immobili, titoli di credito e azioni che facevano capo a Totò Riina e Bernardo Provenzano.
Contrada si fece anche promotore di una riorganizzazione del SISDE, sostituendo la prevalente funzione antieversiva con una specifica funzione antimafia, dal momento che la criminalità mafiosa aveva raggiunto livelli tali da poter essere ritenuta destabilizzante per le istituzioni; in tal caso ci sarebbe però stato un conflitto di attribuzione con la stessa Direzione Investigativa Antimafia, con cui ci furono contrasti.

## La vicenda giudiziaria

### Il primo processo per concorso esterno in associazione mafiosa
Il 24 dicembre 1992, alle 7 di mattina venne arrestato, con mandato di cattura richiesto dal procuratore Gian Carlo Caselli, perché accusato di concorso esterno in associazione di tipo mafioso (estensione giurisprudenziale dell'art. 416 bis codice penale) sulla base delle dichiarazioni di alcuni collaboratori di giustizia (tra i quali Gaspare Mutolo, Tommaso Buscetta, Giuseppe Marchese, Salvatore Cancemi) e rimase in regime di carcere preventivo fino al 31 luglio 1995, detenuto, limitatamente a questo periodo, nel carcere militare di Forte Boccea (Roma).
(Tommaso Buscetta)
Il primo processo a suo carico, incominciato il 12 aprile 1994, si concluse il 19 gennaio 1996, quando, al termine di una requisitoria protrattasi per ventidue udienze, il pubblico ministero Antonio Ingroia chiese la condanna a dodici anni. Il 5 aprile 1996 i giudici disposero dieci anni di reclusione e tre di libertà vigilata.
Il giudice Antonino Caponnetto disse che «quando Contrada venne interrogato sull'omicidio Mattarella mi rimase impresso un gesto di Falcone: una volta che Contrada ebbe terminato, entrambi, io e Falcone, ci alzammo per stringergli la mano. Poi Falcone fissò la propria mano per qualche istante e la pulì vistosamente sui pantaloni. Era un chiaro segno di ribrezzo». Quando gli fu riferito che ciò non poteva essere accaduto (l'interrogatorio a Contrada non era stato verbalizzato dall'ufficio istruzione di Falcone ma dal procuratore della Repubblica Vincenzo Pajno) Caponnetto cambiò versione, ammettendo che forse si era sbagliato, che Falcone non lo fece in aula ma, “eventualmente”, nel suo studio.
L'allora capo della polizia Vincenzo Parisi si prodigò invece per difendere l'indagato. Antonino Caponnetto giudicò incauta la posizione assunta da Parisi. Luciano Violante, nel frattempo divenuto presidente della Commissione Parlamentare Antimafia, parlò in proposito di "caratteristica strutturale" circa il rapporto di Cosa nostra con il potere.
Secondo Mutolo, la mafia era un'organizzazione dalla spiccata natura anticomunista, che aveva servito la causa atlantica sia portando voti alla Democrazia Cristiana, sia contrastando con ogni mezzo le iniziative delle formazioni progressiste (l'esempio più famoso nella strage di Portella della Ginestra). Questa attitudine aveva come contropartita una sorta di tacita pax mafiosa: per anni, lo Stato aveva evitato di combattere efficacemente contro quell'organizzazione criminale. A metà degli anni 1970 qualcosa era cambiato, poiché la politica sembrava aver accantonato i progetti di colpo di Stato. Nel mutato scenario, si osava attaccare i vertici mafiosi avvalendosi dello strumento giuridico dell'associazione per delinquere. L'incriminazione per tale reato, in buona sostanza, esponeva i boss al rischio di essere coinvolti nella responsabilità per ogni misfatto importante che accadesse nei rispettivi "mandamenti".
L'analisi mafiosa della situazione aveva naturalmente individuato dei soggetti responsabili: oltre al medesimo Contrada, Boris Giuliano e Tonino De Luca. Nei confronti di questi uomini dello Stato, secondo Mutolo, la mafia avrebbe adottato una strategia del bastone e della carota: prima il tentativo di minaccia/corruzione e in seguito l'omicidio.
Mutolo sostiene di aver appreso da Rosario Riccobono che Contrada "era ormai passato a disposizione della mafia". Dalla medesima fonte, Mutolo sapeva che il primo mafioso di rango a stabilire un rapporto di amicizia con Contrada sarebbe stato Stefano Bontate, avvalendosi dei buoni uffici prestati dal conte Arturo Cassina, una sorta di vicino di casa per il mafioso, nonché confratello del funzionario SISDE presso l'Ordine del Santo Sepolcro. Questa duplicità di relazioni risulta dalle carte processuali. L'Ordine del Santo Sepolcro confermò l'appartenenza dei due soggetti che abbiamo richiamato (d'altronde le liste di quella confraternita sono di pubblico dominio), ma smentì che avessero un rapporto personale. Al contrario, i magistrati ritennero non solo l'esistenza di questo contatto, ma anche una sorta di collaborazione piuttosto spinta tra Contrada e il nominato Riccobono, al punto che più volte il secondo sarebbe stato informato dal primo dei vari tentativi di catturarlo a opera della polizia, il tutto attraverso l'avvocato Cristoforo Fileccia.
L'ex magistrato Gian Carlo Caselli sul caso Contrada ha osservato che: «Tutte le sentenze di condanna a suo carico concludono dicendo che l'imputato ha dato il contributo sistematico e consapevole sia alla conservazione sia al rafforzamento di Cosa Nostra. Ci sono state “soffiate” per consentire la fuga di latitanti in occasioni di imminenti operazioni di polizia. Tre volte in favore di Totò Riina e di altri due latitanti mafiosi nel 1981. Risulta che l’imputato si sia mosso con la Questura per far avere la patente a Stefano Bontate e a Michele Greco detto “Il Papa”. A monte delle soffiate c'erano amichevoli contatti con Bontate, Salvatore Inzerillo, Michele Greco e Salvatore Riina: tutti mafiosi ai vertici di Cosa Nostra. In sostanza, secondo un pentito, dire che Contrada era nelle mani di Cosa Nostra era come dire pane e pasta: tutti lo sapevano».
Il 4 maggio 2001 la Corte d'appello di Palermo lo assolse perché il fatto non sussiste.
Dopo l'assoluzione, in giugno si candidò come indipendente nelle liste di Alleanza Nazionale alle elezioni regionali siciliane, nel collegio di Palermo, ottenendo 1.975 preferenze.

### Il nuovo processo
Il 12 dicembre 2002 la Corte di cassazione annullò la sentenza di secondo grado, ordinando un nuovo processo, davanti a una diversa sezione della Corte d'appello di Palermo.
Al termine del nuovo processo, il 25 febbraio 2006 i giudici di secondo grado confermarono, dopo 31 ore di camera di consiglio, la sentenza di primo grado che condannava Bruno Contrada a 10 anni di carcere e al pagamento delle spese processuali.
Il 10 maggio 2007 la Corte di cassazione ha confermato la sentenza di condanna in appello. La corte escluse però che avesse agito per denaro. Contrada venne rinchiuso nel carcere di Santa Maria Capua Vetere, in provincia di Caserta.

#### Richiesta di revisione del processo (respinta)
Il 24 settembre 2011 la Corte d'appello di Caltanissetta ritiene che «non è manifestamente infondata» la richiesta di revisione del processo, ma l'8 novembre seguente la Corte dichiarò definitivamente inammissibile la richiesta di revisione del processo. Il 5 giugno 2012 la Corte di Cassazione dichiara inammissibile la richiesta di revisione del processo.

#### Difesa di Contrada
Egli si dichiara innocente e afferma di aver lavorato a contatto con informatori legati alla mafia per aiutare le indagini, secondo la prassi di infiltrazione tipica dei servizi segreti, dei poliziotti sotto copertura e degli ambienti militari; ottenere la fiducia di alcuni mafiosi sarebbe servito per arrivare a incastrarli. Contrada ha dichiarato difatti nel 2015: «Stavo per prendere Provenzano e fui fermato. Ora voglio la revisione della sentenza di condanna... Mi hanno distrutto la vita, avevo i miei confidenti ma non ho mai visto un boss... So che il mio lavoro ai Servizi era inviso alla direzione antimafia».
(Bruno Contrada nel 2015)
Secondo Contrada l'accusa fu una vendetta dei pentiti (alcuni dei quali furono da lui arrestati), della mafia e di alcuni magistrati:
Secondo lui i giudici hanno «ritenuto prevalenti le accuse di un nugolo di pendagli da forca, manigoldi, criminali sanguinari che non potevano farsi scrupoli nell’accusare e calunniare uno sbirro che odiavano, che li ha fatti arrestare e condannare. Hanno dato retta a questa gente e non a 140 uomini di Stato venuti al processo a raccontare la verità».

### La richiesta di grazia
A fine dicembre 2007 l'avvocato difensore di Contrada, Giuseppe Lipera, ha inviato al presidente della Repubblica Giorgio Napolitano una "accorata supplica" al fine di sollecitarlo a concedere la grazia in mancanza di un'esplicita richiesta da parte dell'interessato che, ritenendosi innocente, non intende inoltrarla. In un messaggio, Contrada ha ribadito: «Non ho mai chiesto, né chiedo, né chiederò mai la grazia a quello Stato da cui mi sarei aspettato un grazie e non una grazia». Contrari a ipotesi di grazia si sono dichiarati Rita Borsellino, l'Associazione dei familiari delle vittime di via dei Georgofili, la Fondazione Caponnetto e la Fondazione Scopelliti.
Favorevoli furono il ministro Clemente Mastella e il presidente Napolitano stesso (che proposero l'avvio dell'iter), Fabrizio Cicchitto (Forza Italia), Marco Pannella (Radicali), Vittorio Sgarbi, Gianfranco Rotondi (DCA), Francesco Storace (La Destra).

### Il differimento pena per motivi di salute

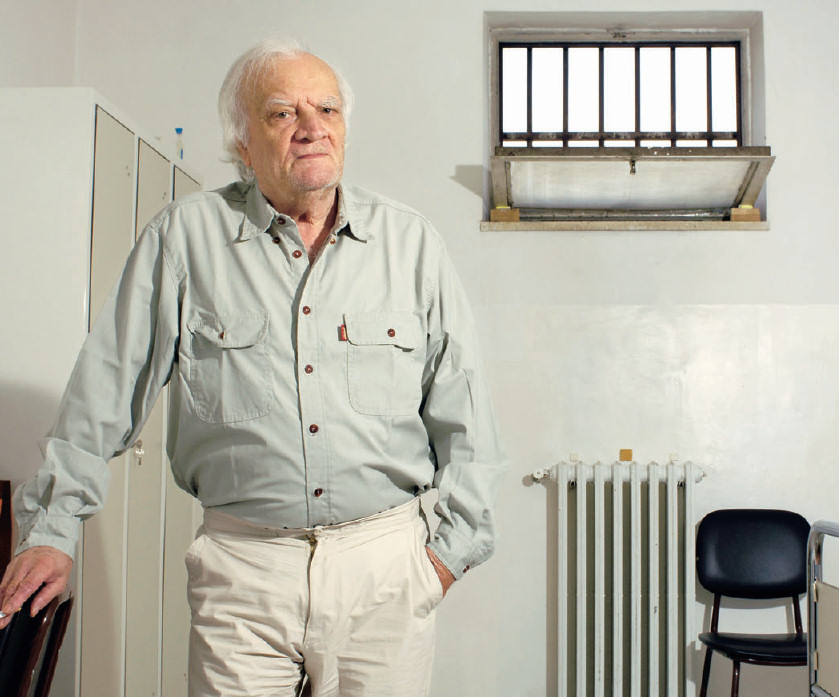
Contrada fotografato nella cella del carcere di Santa Maria Capua Vetere nel 2008 (archivio Radio Radicale).

Il guardasigilli Clemente Mastella, ha ricordato che «la decisione circa l'istanza di differimento della pena per ragioni di salute è di esclusiva competenza della magistratura di sorveglianza». Il 28 dicembre 2007 il magistrato di sorveglianza dispone, in maniera del tutto inattesa, il ricovero di Contrada presso il reparto detenuti dell'ospedale Cardarelli di Napoli, ma il giorno dopo questi chiede di tornare in carcere a causa delle condizioni del reparto giudicate «da incubo» dal suo avvocato.
Il 2 gennaio 2008 rientrando in carcere ha assegnato mandato al proprio legale di presentare istanza di revisione del processo che lo ha condannato in via definitiva a 10 anni di detenzione. L'8 gennaio il tribunale di Napoli ha respinto ogni istanza di differimento della pena insieme alla richiesta degli arresti domiciliari.
Il 10 gennaio 2008 il presidente della Repubblica ha inviato una lettera al ministero della Giustizia per revocare l'avvio dell'iter, ponendo fine, di fatto, alla querelle giudiziaria. Il 16 aprile 2008 chiede che gli venga praticata l'eutanasia. La richiesta è stata presentata al giudice tutelare del tribunale di Santa Maria Capua Vetere dalla sorella, che ha spiegato che Contrada «vuole morire» perché «questa sembra l'unica strada percorribile per mettere fine alle sue infinite pene».
Il 21 luglio dello stesso anno i suoi legali hanno diffuso la notizia che Contrada in carcere sarebbe dimagrito di 22 chili per dimostrare l'incompatibilità dell'ex dirigente del Sisde col regime carcerario. I familiari ed il legale hanno omesso di dichiarare che il dimagrimento del detenuto era derivante dal suo rifiuto di nutrirsi. Il 24 luglio 2008 sono stati concessi a Contrada gli arresti domiciliari per motivi di salute; al provvedimento è seguita la scarcerazione. Il provvedimento di concessione dei domiciliari ha una durata di 6 mesi e prevede l'obbligo di domicilio, negando la possibilità di recarsi a Palermo in quanto i giudici confermano la pericolosità sociale di Bruno Contrada. A Salvatore Borsellino (fratello di Paolo) che dichiarò la sua disapprovazione per la sua scarcerazione, ha risposto con una querela.

### Morte del fratello
Il fratello di Bruno Contrada, Romano, si suicidò nell'aprile 2014 a Napoli, nel quartiere Bagnoli, con un colpo di pistola in bocca, seduto su un muretto, in via della Liberazione. Accanto al corpo venne rinvenuto il biglietto, scritto a mano, con il testo "sono stanco di vivere, non resisto più". Nel 2008 Romano Contrada - ex impiegato della Sip, invalido al cento per cento a causa di una grave malattia - aveva rivolto un appello al Capo dello Stato, Giorgio Napolitano, per la scarcerazione del fratello Bruno.

### Fine pena
L'11 ottobre 2012 viene scarcerato e pochi giorni dopo pubblica per i tipi Marsilio la storia della sua vicenda nel volume La mia prigione. In tutto Contrada, su 10 anni di carcere previsti, ne ha scontati quattro in carcere e quattro ai domiciliari mentre i restanti due gli sono stati condonati per buona condotta. All'uscita del carcere rese la seguente dichiarazione:
Nonostante la fine della pena, non gli vennero restituiti i pieni diritti civili e i politici.

### Sentenze della Corte Europea dei diritti dell'uomo
L'11 febbraio 2014 la Corte europea dei diritti dell'uomo (CEDU), organo del Consiglio d'Europa, ha condannato (sentenza Contrada v. Italia, n.1) lo Stato italiano poiché ha ritenuto che la ripetuta mancata concessione dei domiciliari a Contrada, sino al luglio 2008, pur se gravemente malato e malgrado la palese incompatibilità del suo stato di salute col regime carcerario, fosse una violazione dell'art. 3 (divieto di trattamenti inumani o degradanti) della Convenzione europea per la salvaguardia dei diritti dell'uomo e delle libertà fondamentali di cui l'Italia è firmataria e a cui la sua giurisdizione è vincolata. Gli sono stati refusi 10000,00 € per i danni morali, 5000,00 € per il rimborso spese oltre oneri accessori ed interessi legali calcolati come nella generalità delle cause presso la CEDU.
Il 14 aprile 2015 (Contrada v. Italia, n.2) la CEDU ha condannato lo Stato italiano stabilendo un risarcimento per danni morali di 10.000 euro a Bruno Contrada da parte dello Stato italiano (contro gli 80.000 chiesti da Contrada) per i danni morali e 2.500 euro (contro i 30.000 richiesti) per le spese processuali sostenute perché non doveva essere condannato per concorso esterno in associazione mafiosa dato che all'epoca dei fatti (1979-1988), il reato non era codificato e «l'accusa di concorso esterno non era sufficientemente chiara». Prosegue dicendo che «il reato contestato di concorso esterno è stato il risultato di un'evoluzione giurisprudenziale iniziata alla fine degli anni '80 del ‘900 e che si è consolidata nel 1994, con la sentenza della Cassazione “Demitry”. Così, all'epoca in cui i fatti contestati a Contrada sono avvenuti (1979-1988) il reato non era sufficientemente chiaro, né prevedibile da lui. Contrada non avrebbe potuto conoscere le pene in cui sarebbe incorso». Per i giudici di Strasburgo l'Italia ha violato anche l'articolo 7 della convenzione dei diritti dell'uomo, che si basa sul principio “nulla poena sine lege” (principio di irretroattività), cioè che «nessuno può essere condannato per un'azione che, al momento in cui è stata commessa, non costituiva reato secondo il diritto interno o internazionale». L'unico reato contestabile, se ritenuto colpevole, sarebbe stato quello di favoreggiamento personale. Nel luglio 2015 il governo italiano ha presentato ricorso alla Grande Chambre, che però a settembre è stato respinto dai giudici europei.

### Richiesta di revisione
In seguito alla pronuncia europea, Contrada ha presentato per la quarta volta richiesta di revisione del processo. Per effetto della pronuncia della Corte costituzionale sul caso Dorigo, la Cassazione ha ammesso automaticamente la richiesta al tribunale di Caltanissetta, che ha accolto l'istanza di revisione, riservandosi di giudicare.
La decisione, prevista per il 18 giugno 2015, è in seguito slittata ad ottobre; il presidente del collegio giudicante Aloisi e il giudice a latere della corte d'appello di Caltanissetta si sono infatti astenuti, perché avevano in precedenza già respinto la richiesta e hanno deciso di non pronunciarsi due volte sullo stesso fatto. L'inizio del processo di revisione è stato quindi fissato prima per il 15 ottobre 2015 e poi per il 18 novembre, con la corte chiamata a pronunciarsi per un nuovo respingimento o un nuovo processo con tre esiti possibili (assoluzione per non aver commesso il fatto, conferma della condanna per il reato di concorso esterno, proscioglimento per intervenuta prescrizione del reato di favoreggiamento).
La Corte d'appello di Caltanissetta ha respinto la richiesta di revisione del processo il 18 novembre 2015, confermando la sentenza definitiva. La sentenza è stata confermata in Cassazione.

### Revoca della condanna
Contrada e il suo legale Stefano Giordano hanno presentato una nuova richiesta alla corte d'appello di Palermo nell'ottobre 2016, perché venga recepita la pronuncia europea, tramite la revoca della condanna. La difesa ha anche inviato una lettera al Comitato dei ministri del consiglio d'Europa perché "vigilino sull'applicazione della sentenza della Corte europea dei diritti dell'uomo". La Corte d'appello di Palermo ha respinto il 27 ottobre la richiesta di revoca, non riconoscendo le motivazioni giurisprudenziali della CEDU, dichiarando la revoca inammissibile perché la corte europea si baserebbe su «un'interpretazione comunitaria di fatto incompatibile con l'ordinamento italiano». Il 7 luglio 2017 la corte di Cassazione revoca, tramite annullamento senza rinvio, la condanna per concorso esterno in associazione mafiosa a Contrada, dichiarandola "ineseguibile e improduttiva di effetti penali" poiché il fatto non era previsto come reato (articolo 530 c.p.p. comma 1), in accoglimento della sentenza di Strasburgo.
Il 26 luglio 2017 viene perquisita la sua abitazione, in seguito ad un'indagine della procura di Reggio Calabria su una serie di attentati ai Carabinieri; Contrada definì la perquisizione come "la reazione di chi ha perso e non si rassegna all'inesorabile sconfitta". Il fatto si è ripetuto l'anno seguente nell'ambito dell'inchiesta sull'omicidio del poliziotto e agente segreto Antonino Agostino, e sui rapporti di Contrada con Giovanni Aiello, un poliziotto e forse agente segreto, associato a diverse inchieste, da alcuni considerato colluso con la mafia e soprannominato "faccia da mostro"; Aiello e Contrada venivano soprannominati "il bruciato e lo zoppo", per via del volto sfigurato del primo e della gamba del secondo.
Contrada ha già scontato tutta la pena ma avendo avuto la pensione sospesa, gli effetti della pronuncia della Corte di Cassazione si ripercuotono sull'aspetto pensionistico e non solo. Infatti il collegio difensivo di Contrada, a seguito della sentenza, ha diffidato il ministero dell'Interno e l'Inps per la reintegra immediata nei ranghi dell'Amministrazione del loro assistito ed a riconoscere al super poliziotto di Palermo le cifre non corrispostegli durante i 25 anni di interdizione dai pubblici uffici.
Il 14 ottobre 2017 il capo della Polizia Franco Gabrielli ha revocato il provvedimento di destituzione, revoca che è retroattiva, e ricomprende il periodo tra il 13 gennaio 1993 e il 30 settembre 1996, cioè il giorno antecedente a quello in cui Contrada è stato collocato in quiescenza.
Nel luglio 2017, Bruno Contrada s'iscrive al Partito Radicale Transnazionale.

#### Risarcimento
Il 6 aprile 2020 la Corte d'appello di Palermo ha liquidato a favore dell'ex dirigente del SISDE la somma di 667.000 euro, a titolo di riparazione per l'ingiusta detenzione patita nel procedimento penale. Il 21 gennaio 2021 la IV sezione penale della Corte di cassazione ha annullato con rinvio la suddetta ordinanza, disponendo che la Corte d'appello di Palermo riesamini la propria decisione.

## Opere
- Ultimo incarico: criminale!, con Andrea Tornielli, Palermo, Arbor, 1995. ISBN 88-86325-26-6.
- La mia prigione. Storia vera di un poliziotto a Palermo, con Letizia Leviti, Venezia, Marsilio, 2012. ISBN 978-88-317-1413-6.

## Filmografia
- Boris Giuliano - Un poliziotto a Palermo, Contrada è interpretato da Antonio Gerardi